# Virginia Fair Vanderbilt
Virginia Fair Vanderbilt (San Francisco, 2 de enero de 1875 - Nueva York, 7 de julio de 1935) fue una socialite estadounidense de la época dorada. Fue además propietaria de hoteles, filántropa, dueña del Establo Fair - una operación de crianza de caballos purasangre - y miembro por matrimonio de la prominente familia Vanderbilt.
Nació en San Francisco, el 2 de enero de 1875, hija de James Graham Fair y su esposa, Theresa Rooney. Conocida como "Birdie", sus padres se divorciaron cuando tenía 6 años. Tenía tres hermanos: Theresa, James y Charles Lewis Fair. Su padre era un inmigrante irlandés que hizo fortuna en la mina Comstock Lode y la mina "Big Bonanza" en Virginia City y Carson City, Nevada respectivamente. Fue también senador de los Estados Unidos por Nevada entre 1881 a 1887. Murió en 1894 heredándole una fortuna. 
En 1899, Birdie Vanderbilt y su hermana Theresa construyeron la mansión Rosecliff en Newport, Rhode Island. En 1902, las hermanas iniciaron la construcción del Fairmont Hotel en San Francisco pero vendieron sus acciones en 1906, días antes del terremoto de ese año. Sin embargo, luego de la muerte de su esposo, Theresa volvió a adquirir la propiedad en 1908, manteniéndola hasta 1924. En 1910, Birdie constituyó la "Virginia Fair Legacy Fund" que reconstruyó la escuela e internado católica Holy Family Day Home que había sido dañada en el terremoto.
El 26 de marzo de 1899, se caó con William Kissam Vanderbilt II con quién vivió en una mansión en el número 666 de la Quinta Avenida. Tuvieron tres hijos (Muriel, Consuelo y William Kissam III) antes de su separación y divorcio. Falleció en Manhattan, de neumonía, el 7 de julio de 1935 y fue enterrada en el Cementerio Woodlawn en el Bronx.